# Glimåkra
Glimåkra – miejscowość (tätort) w Szwecji, w regionie administracyjnym (län) Skania, w gminie Östra Göinge.
Według danych Szwedzkiego Urzędu Statystycznego liczba ludności wyniosła: 1466 (31 grudnia 2015), 1567 (31 grudnia 2018) i 1568 (31 grudnia 2019).